# ラジオ関西ニュース
ラジオ関西ニュース（ラジオかんさいニュース）は、ラジオ関西で毎日随時放送されている神戸新聞社協力の報道番組である。

## 概要
番組は神戸新聞の取材による兵庫県のローカルニュースや共同通信社などの通信社配信のニュースをラジオ関西の局アナウンサーや契約アナウンサーが持ちまわりで担当している。
以前は21時台、または22時台に最終版が放送されていたが、現在は深夜帯は緊急を要する場合などを除き放送されておらず、夕方の番組が最終版となっている。
なお神戸新聞協力であるため、以前は「神戸新聞の編集でお伝えします」というコメントがあったが、現在はそのコメントは割愛されている。

## 現在の放送時間
放送時間は、2020年10月期の改編時点のものである。

### 平日
- 9:52（月曜日 - 木曜日）
- 11:00（月曜日・金曜日）
- 12:01（『ランチタイムニュース・天気情報』、月曜日 - 木曜日）
- 13:30

### 土曜日・日曜日
- 9:51（土曜日）
- 10:50（日曜日）
- 11:55（日曜日）
- 12:55（日曜日）
- 16:55
- 17:55（日曜日）

## 備考
- 金曜12:00、土曜17:30、日曜17:53からのものは定刻から始まる単独番組で、他は各種ワイド番組に内包されたコーナーとなっている。そのため放送時間はその日の番組の内容により変動するため目安である。単独番組として放送されている場合は天気情報（気象概況・京阪神地区<時間によっては兵庫県のみ、あるいは兵庫県・大阪府のみの場合あり>の天気予報）も伝えている。
- 平日夕方のニュースは『ニュースタイムライン』の番組内で放送される。
- かつて豊岡放送局で独自番組が放送されていたときは、独自番組内で上記に加え鳥取県東部の予報も伝えていたが、2008年4月以降独自番組は放送されていない。
- 2020年3月30日から、平日正午のニュースは文化放送からのネット受けによる「ランチタイム ニュース」のタイトルで放送されている。